# Newby (Kumbria)
Newby – osada w Anglii, w Kumbrii, w dystrykcie (unitary authority) Westmorland and Furness. Leży 40 km na południowy wschód od miasta Carlisle i 381 km na północny zachód od Londynu. W 2001 miejscowość liczyła 164 mieszkańców.